# Wout Maters
Wout Maters (IJmuiden, 15 mei 1931 – 17 maart 2017) was een Nederlandse beeldhouwer en medailleur.

## Leven en werk
Maters kreeg zijn opleiding als beeldhouwer aan de Vrije Academie Artibus in Utrecht, waaraan hij later zelf als docent was verbonden. Aansluitend volgde hij nog de beeldhouwklas van de Internationale Sommerakademie für Bildende Kunst in Salzburg. Sinds aanvang zeventiger jaren maakte Maters beelden, met de bolvorm als een terugkerend element, met als thema's ontkieming en groei. Hij was lid van het Amersfoorts Kunstenaars Genootschap in Amersfoort.

## Werken in de openbare ruimte (selectie)
- 1966: Prometheus, Croeselaan in Utrecht;
- 1966: Kaasdragertjes, Zevenhuizerstraat in Hoogland;
- 1967: Kip, Scharlakendreef in Utrecht;
- 1969: Bronsplastiek, Orionlaan in Bilthoven;
- 1970: Zonnespiegel, Nijenoord in Utrecht;
- 1970: Beschermde Groei, ingang stadhuis in Tilburg;
- 1978: Doorsneden Bol, Tolsteegplantsoen in Utrecht;
- 1979: Genesis[3], Professor Jordanlaan/Eykmanlaan (Tuindorp-Oost) in Utrecht;
- 1981: Roulatie, Lange Kerkdam/Langstraat, Wassenaar;
- 1991: Geboorte, opstanding, overwinning (wandreliëf), Triumfatorkerk aan de Marco Pololaan in Utrecht[4].

## Fotogalerij

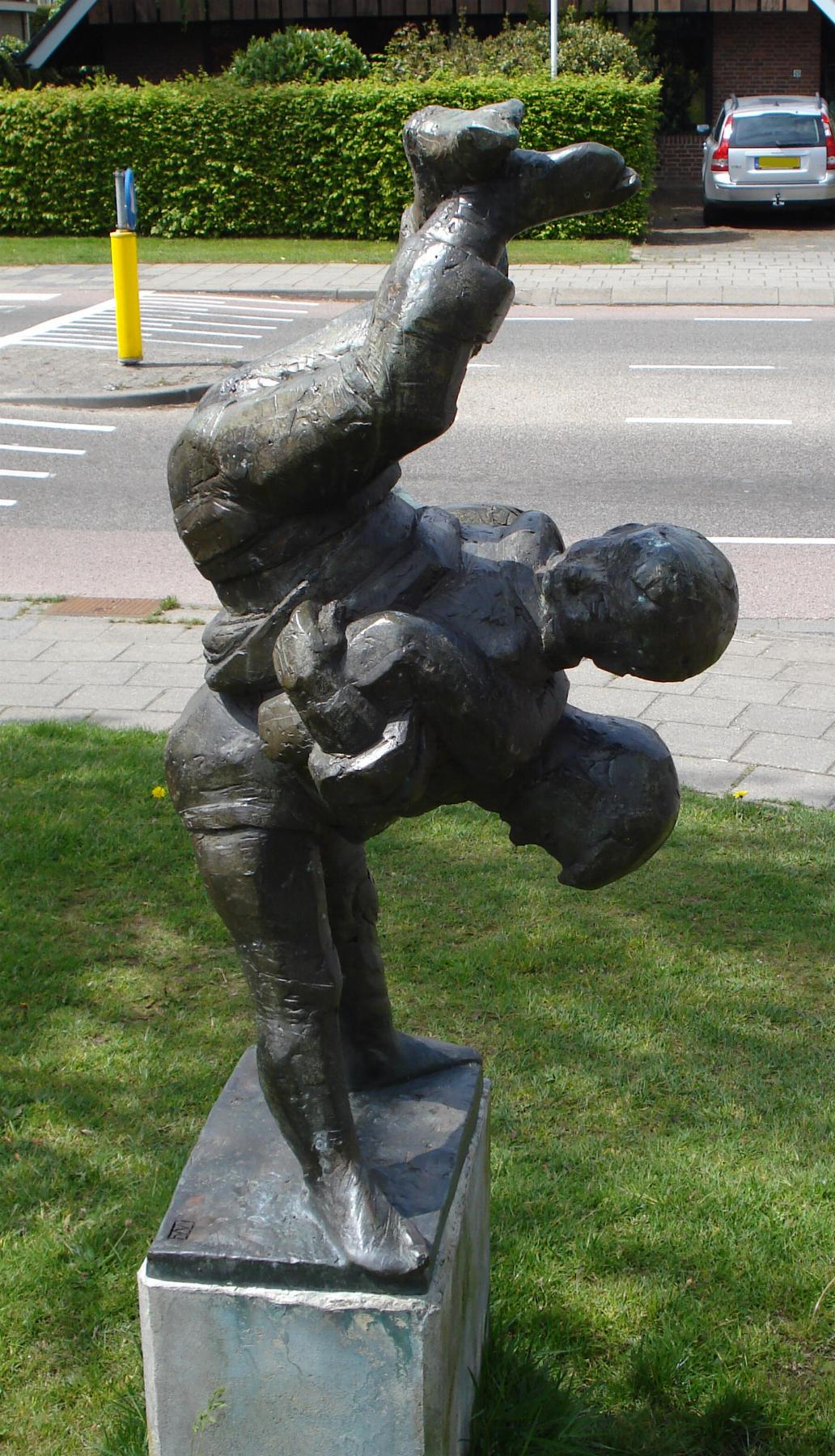
Kaasdragertjes in Hoogland
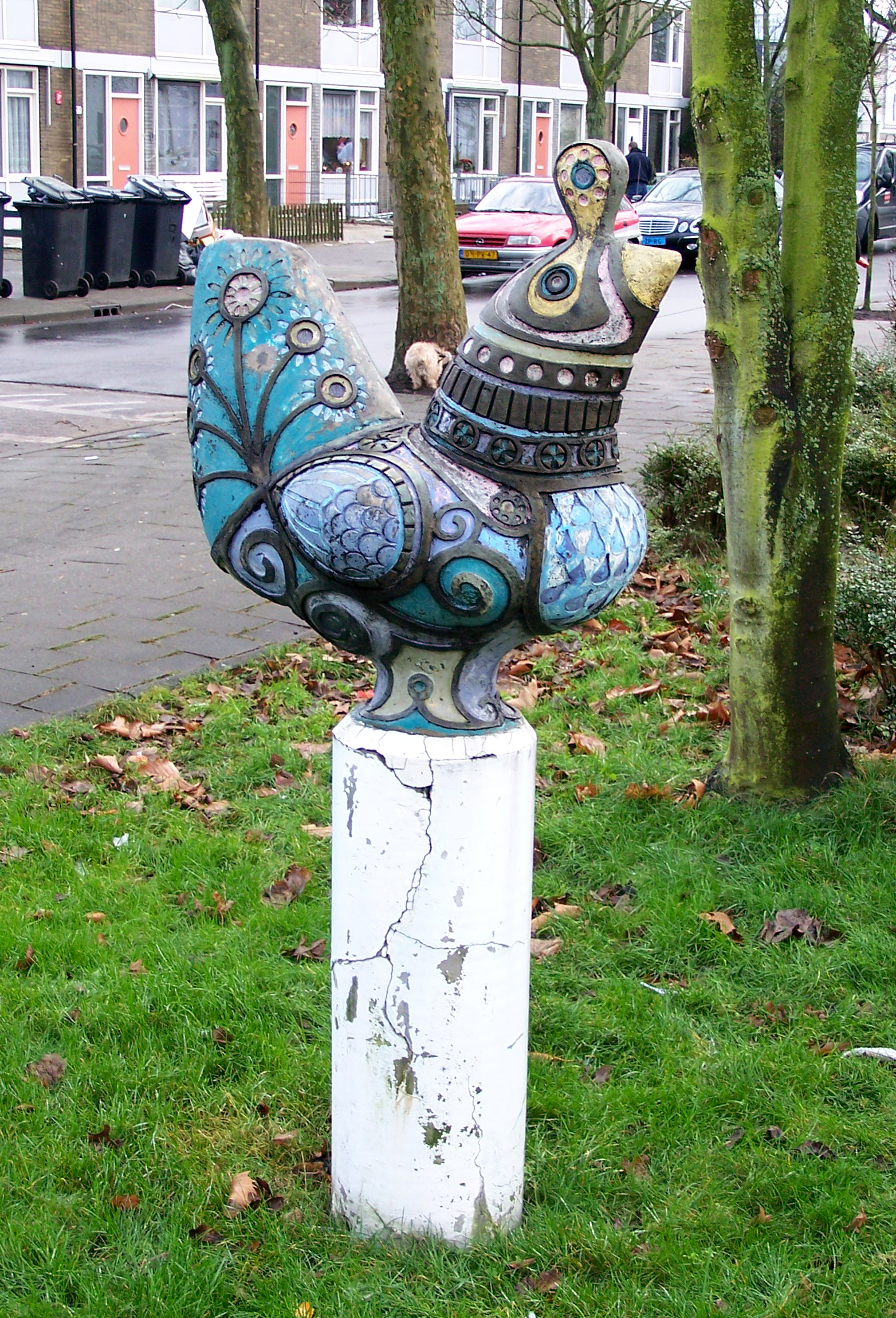
Kip in Utrecht
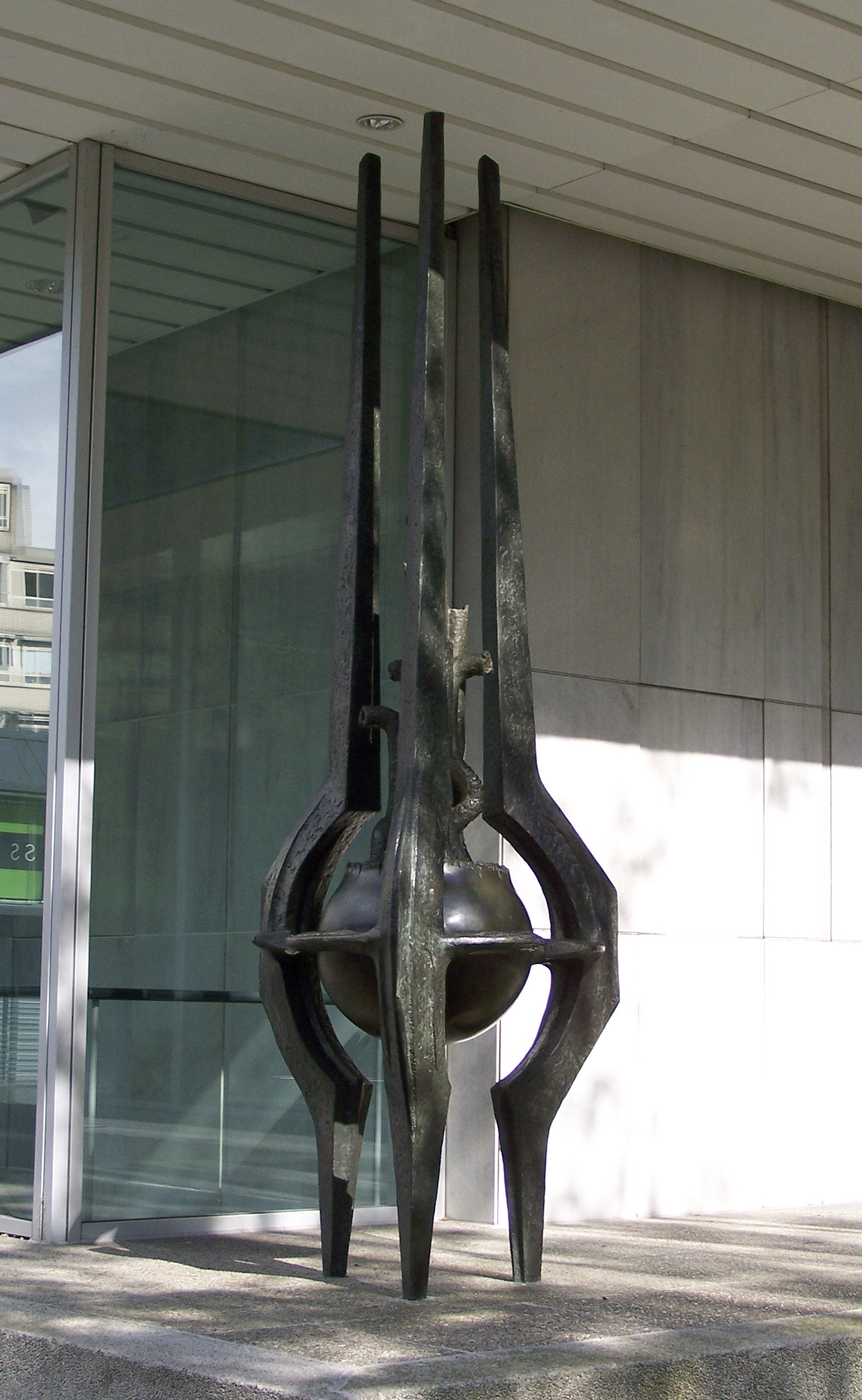
Beschermde Groei, Tilburg
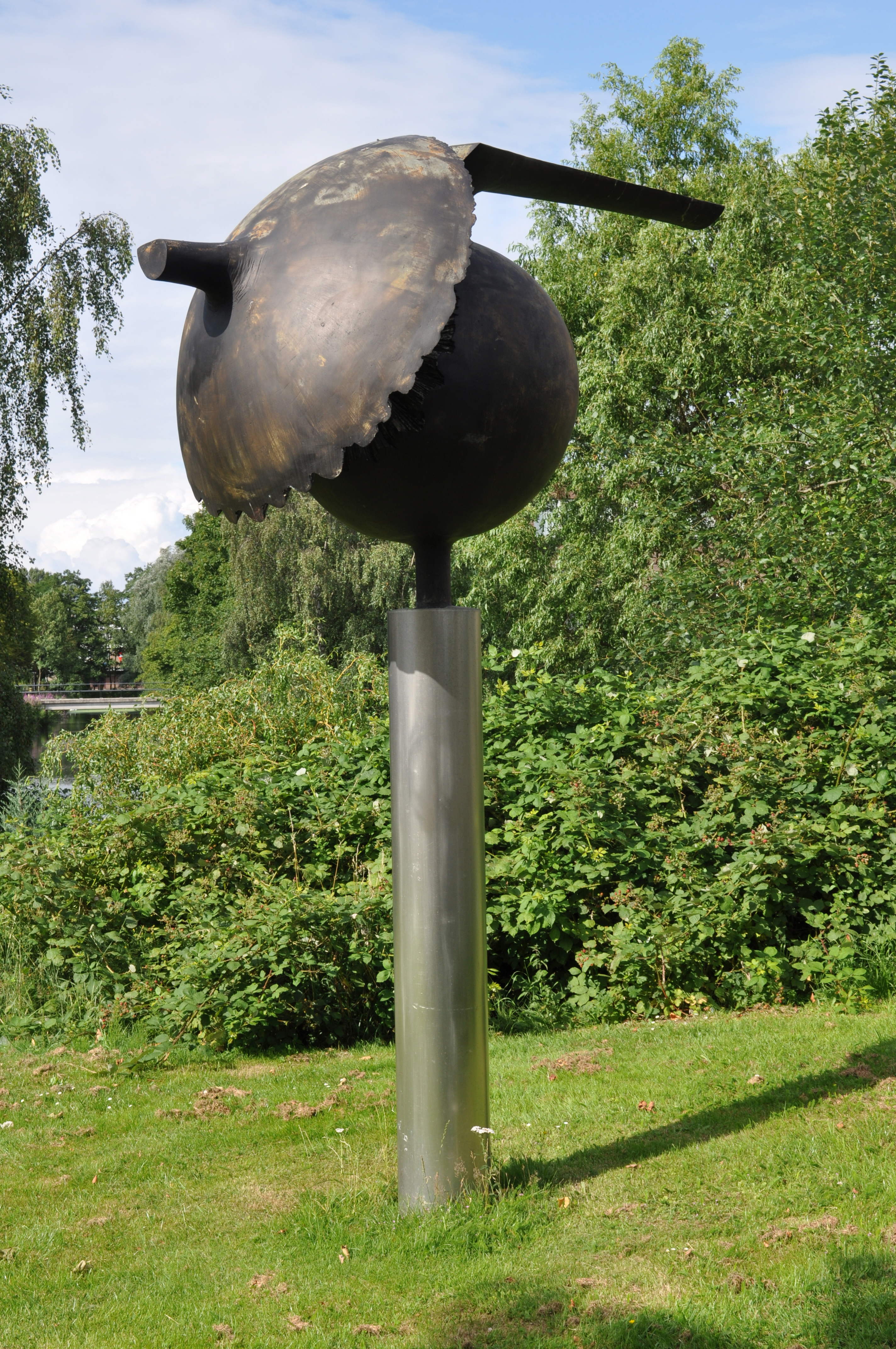
Genesis in Utrecht